# بينا (لاعب كرة قدم)
بينا (بالبرتغالية: Renivaldo Pereira de Jesus‏) هو لاعب كرة قدم برازيلي في مركز الهجوم، ولد في 19 فبراير 1974 في فيتوريا دا كونكيستا ‏ في البرازيل. لعب مع باوليستا وبوتافوغو ريغاتاس وسبورتينغ براغا ونادي إنترناسيونال ونادي بالميراس ونادي بورتو ونادي ريو برانكو ونادي ستراسبورغ ونادي سيارا ونادي غراسهوبر زيوريخ ونادي ماريتيمو.

## وصلات خارجية
- بينا (لاعب كرة قدم) على موقع قاعدة بيانات كرة القدم.إي يو (الإنجليزية)